# خون‌آشامان (فیلم ۱۹۹۸)
خون‌آشامان (انگلیسی: Vampires) فیلمی در ژانر مهیج، ترسناک و اکشن به کارگردانی جان کارپنتر است که در سال ۱۹۹۸ منتشر شد.

## خلاصه داستان
نیومکزیکو. «جک کرو» (وودز)، سر دستهٔ سرسخت و خشن یک گروه حرفه‌ای خون‌آشام کش است که از طرف کلیسا حمایت می‌شود. پس از شکار نه خون‌آشام به دست گروه، سرکردهٔ قوی و بسیار خطرناک خون‌آشام‌ها، «والک» (گریفیث)، به مهمانی شبانهٔ خون‌آشام کش‌ها حمله می‌کند و محبوبهٔ «جک»، «کاترینا» (لی) را می‌گزد و همهٔ افراد او، جز دستیارش، «مونتویا» (بالدوین) را می‌کشد…

## بازیگران
- جیمز وودز
- دانیل بالدوین
- شریل لی
- توماس ایان گریفیت
- ماکسیمیلیان شل
- تیم گونی
- مارک بون جونیور
- کری هیرویوکی تاگاوا
- فرانک دارابونت
- گرگوری سیرا
- مارجین هلدن